# Sphaerocionium silveirae
Sphaerocionium silveirae là một loài thực vật có mạch trong họ Hymenophyllaceae. Loài này được (H. Christ) Pic. Serm. miêu tả khoa học đầu tiên năm 1977.